# Sezioni ipercubiche ortoassiali
Dato un ipercubo nD in uno spazio di dimensione n, si definisce sezione ortoassiale di ordine i relativa ad un suo elemento dato di dimensione s, l'intersezione dell'ipercubo con l' i-esimo degli  n-s+1 spazi (n-1)D passanti per i suoi vertici ed ortogonali all'asse di simmetria condotto per il centro dell'elemento sD dato.

Tale asse di simmetria, passando ovviamente per il centro dell'ipercubo, congiungerà il centro dell'elemento sD dato con il centro del suo elemento sD coniugato diametralmente opposto.

Per elemento sD di un ipercubo nD si intende uno degli ipercubi di dimensione s (con 0 ≤ s < n) che compongono la sua superficie.

Ad esempio gli elementi del quadrato (ipecubo 2D) sono costituiti da 4 Punti (ipercubi 0D) e da 4 Segmenti (ipercubi 1D), gli elementi del Cubo 3D sono costituiti da 8 Punti (ipercubi 0D), 12 Segmenti (ipercubi 1D) e da 6 Quadrati (ipercubi 2D).
L'indice i assumerà valore 0 per lo spazio (n-1)D passante per il centro dell'elemento sD dato e valore n-s  per quello passante per il centro dell'elemento sD coniugato diagonalmente opposto.

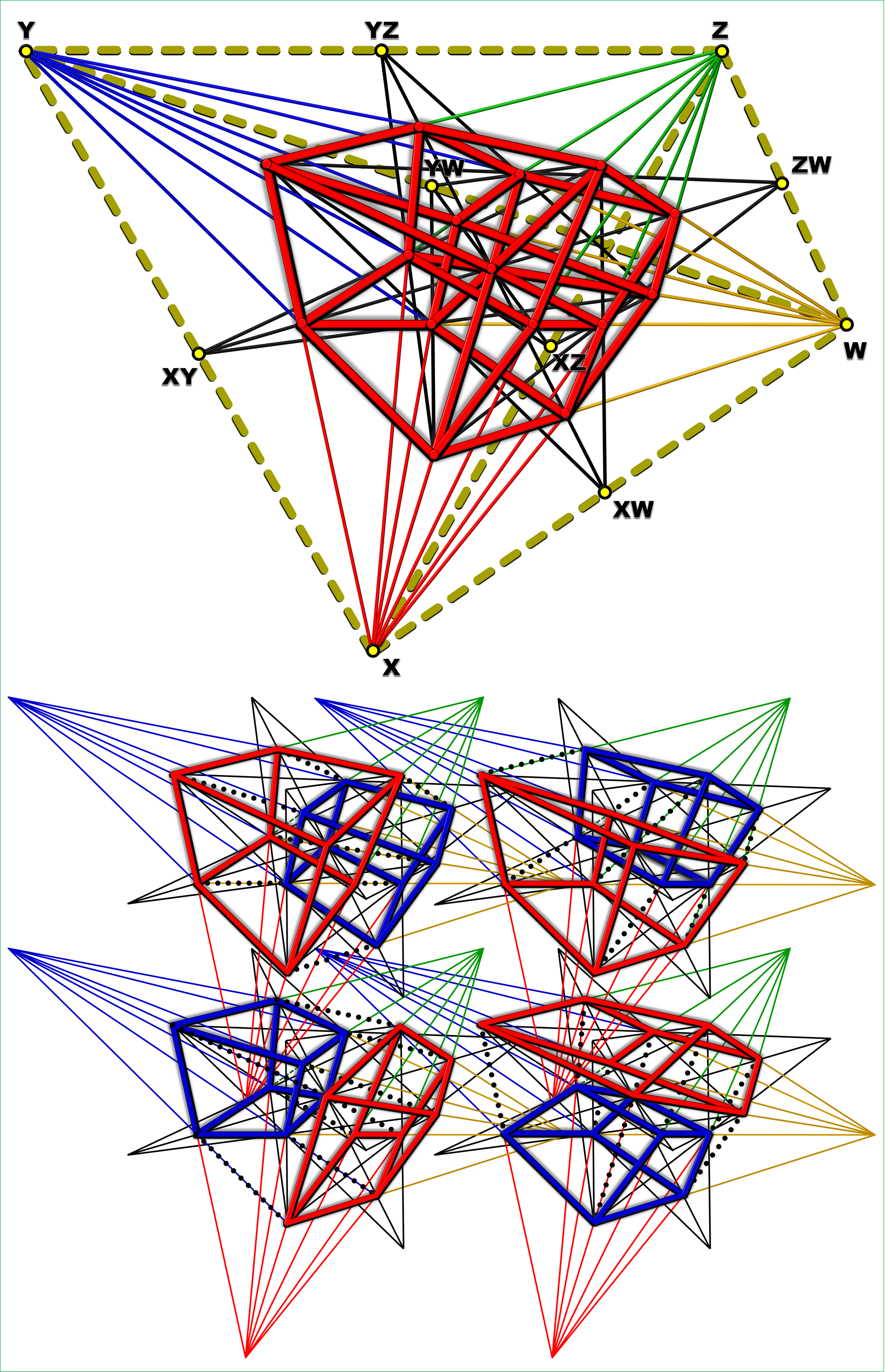
Proiezione prospettica su uno spazio 3D di un tesseratto (ipercubo 4D). In basso sono evidenziate, nella stessa proiezione prospettica, le quattro coppie di cubi 3D paralleli che compongono la superficie del tesseratto.

All'indice i si possono attribuire anche valori non interi, in questo caso lo spazio (n-1)D corrispondente non intersecherà l'ipercubo sui suoi vertici ma sui suoi spigoli, in un punto di essi definito dalla parte decimale dell'indice i. Ad esempio una parte decimale pari a 0,5 indicherà che l'intersezione avverrà nel punto medio degli spigoli individuati da i.

Per l'indice i = (n-s)/2 , la sezione ortoassiale corrisponderà alla sezione mediana, individuata cioè dallo spazio (n-1)D passante per il centro dell'ipercubo e perpendicolare all'asse dato. In tale situazione se n-s risulta pari l'indice i = (n-s)/2 sarà intero e dunque la sezione ortoassiale mediana taglierà in due parti uguali l'ipercubo, intersecandolo sui suoi vertici. Invece se n-s risulta dispari l'indice i = (n-s)/2 avrà una parte decimale pari a 0,5 e quindi la sezione ortoassiale mediana taglierà in due parti uguali l'ipercubo, intersecandolo nei punti medi dei suoi spigoli.

## Pertinenze quantitative degli elementi dell'ipercubo
Si assuma che il punto sia un ipercubo 0D, cioè di dimensione zero.

Traslando di una lunghezza {\displaystyle l} il punto 0D in una qualsiasi direzione si traccia un segmento lungo {\displaystyle l}. Si assuma che tale segmento sia un ipercubo 1D.

Traslando di una lunghezza {\displaystyle l} il segmento 1D in una direzione perpendicolare alla retta 1D su cui giace, si traccia un quadrato di lato {\displaystyle l}, cioè un ipercubo 2D.

Traslando di una lunghezza {\displaystyle l} il quadrato 2D in una direzione perpendicolare al piano 2D su cui giace, si traccia un cubo di spigolo {\displaystyle l}, cioè un ipercubo 3D.

Traslando di una lunghezza {\displaystyle l} il cubo 3D in una direzione perpendicolare allo spazio 3D su cui giace, si traccia un tesseratto di spigolo {\displaystyle l}, cioè un ipercubo 4D.
Si può ripetere indefinitamente la costruzione per ottenere un ipercubo di una qualsiasi dimensione n. Si avrà dunque in generale:
Traslando di una lunghezza pari al suo spigolo un ipercubo nD in una direzione perpendicolare allo spazio su cui giace, si traccia un ipercubo (n+1)D.

### Numero di elementi

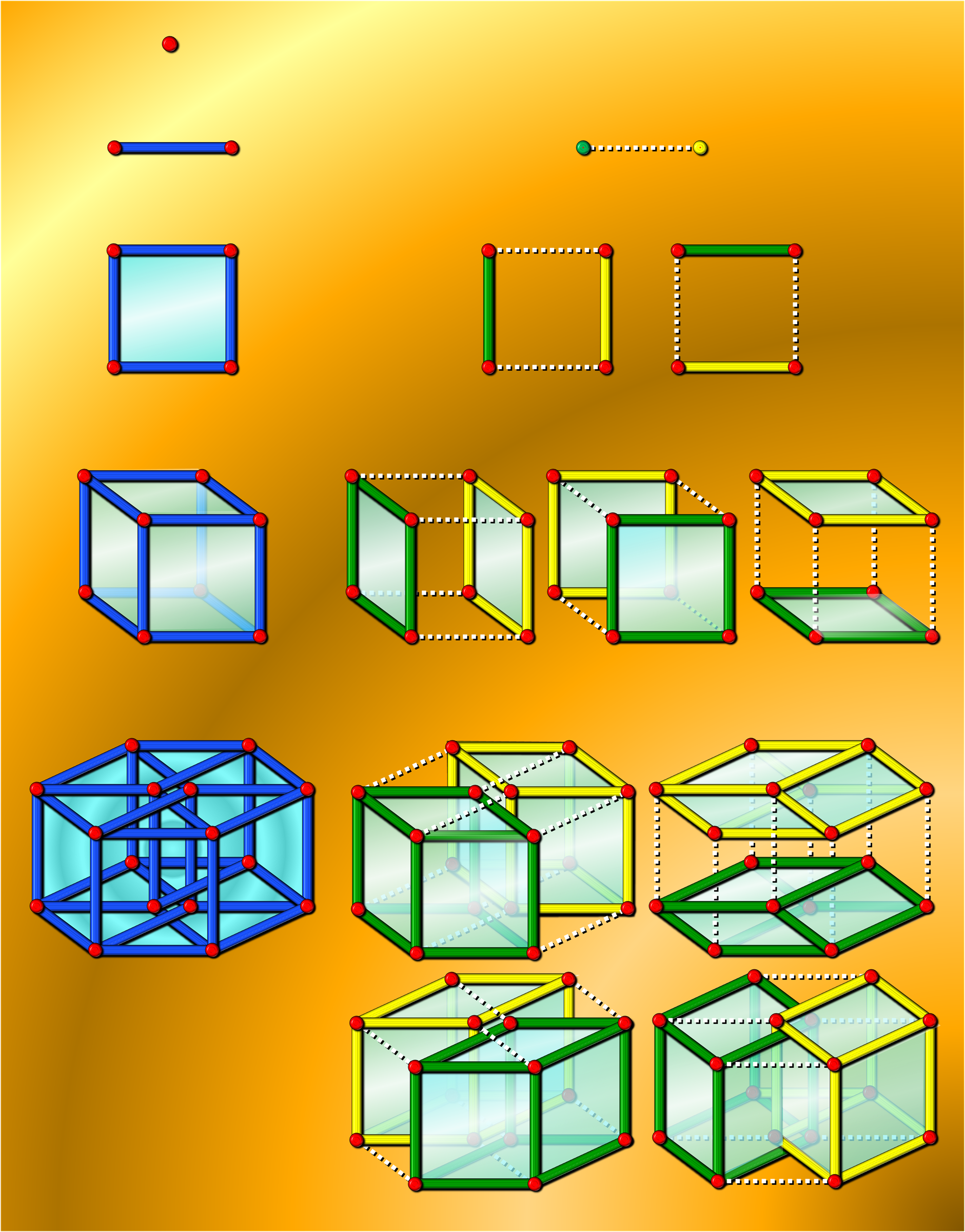
Punto (ipercubo 0D), Segmento (ipercubo 1D), Quadrato (ipercubo 2D), Cubo (ipercubo 3D), Tesseratto (ipercubo 4D). Per ognuno degli ipercubi nD vengono raffigurati i 2n ipercubi (n-1)D che compongono la sua superficie: 2 punti per il Segmento 1D, 4 segmenti per il Quadrato 2D, 6 quadrati per il Cubo 3D, 8 cubi per il Tesseratto 4D.

Il numero di elementi di dimensione k contenuti in un ipercubo di dimensione n è pari a:
{\displaystyle E_{k,n}=2^{n-k}{\binom {n}{k}}=2^{n-k}{\frac {n!}{k!(n-k)!}}}
Per il segmento (ipercubo 1D)
{\displaystyle E_{0,1}=2^{1-0}{\frac {1!}{0!(1-0)!}}=2\ vertici}
Per il quadrato (ipercubo 2D)
{\displaystyle E_{0,2}=2^{2-0}{\frac {2!}{0!(2-0)!}}=4\ vertici}

{\displaystyle E_{1,2}=2^{2-1}{\frac {2!}{1!(2-1)!}}=4\ spigoli}
Per il cubo (ipercubo 3D)
{\displaystyle E_{0,3}=2^{3-0}{\frac {3!}{0!(3-0)!}}=8\ vertici}

{\displaystyle E_{1,3}=2^{3-1}{\frac {3!}{1!(3-1)!}}=12\ spigoli}

{\displaystyle E_{2,3}=2^{3-2}{\frac {3!}{2!(3-2)!}}=6\ facce}
Per il tesseratto  (ipercubo 4D)
{\displaystyle E_{0,4}=2^{4-0}{\frac {4!}{0!(4-0)!}}=16\ vertici}

{\displaystyle E_{1,4}=2^{4-1}{\frac {4!}{1!(4-1)!}}=32\ spigoli}

{\displaystyle E_{2,4}=2^{4-2}{\frac {4!}{2!(4-2)!}}=24\ facce}

{\displaystyle E_{3,4}=2^{4-3}{\frac {4!}{3!(4-3)!}}=8\ cubi}

### Condivisione di elementi

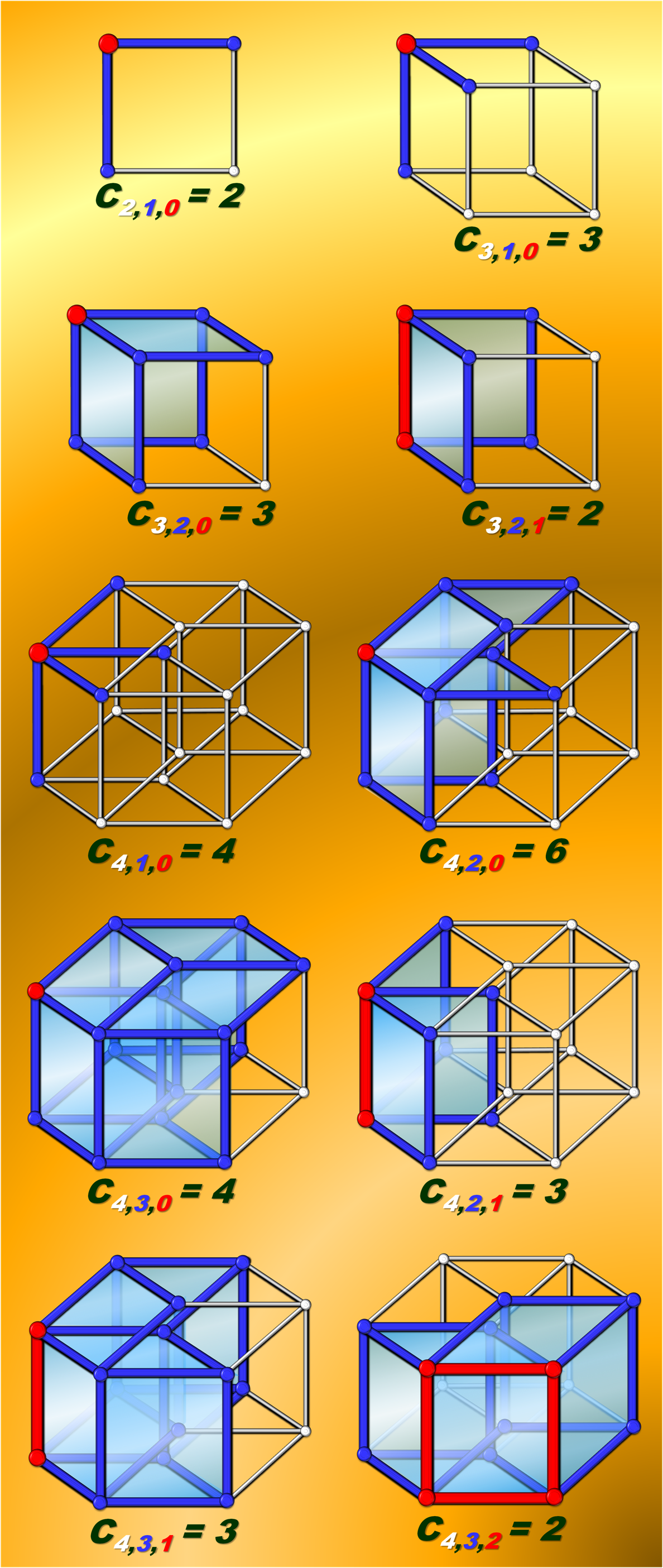
Condivisione di elementi nel Quadrato, nel Cubo e nel Tesseratto.

In un ipercubo ogni elemento è condiviso da un certo numero di elementi di dimensione superiore.

Si può enunciare:
In un ipercubo nD ogni elemento kD è condiviso da {\displaystyle C_{n,q,k}} elementi qD, con {\displaystyle n\geq q\geq k}. Si avrà:

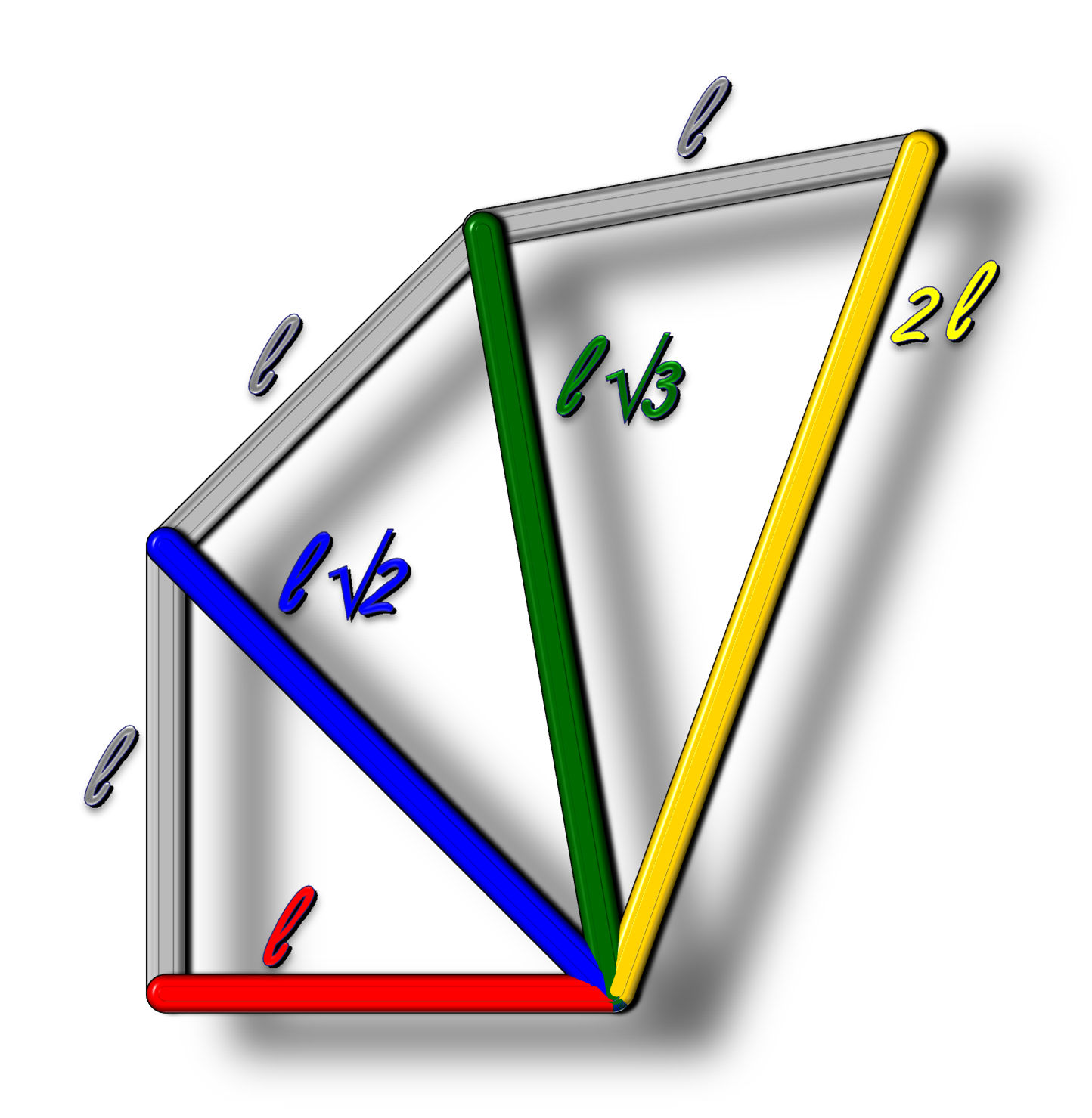
Misura delle diagonali degli ipercubi dalla prima alla quarta dimensione (segmento 1D, quadrato 2D, cubo 3D e tesseratto 4D).

{\displaystyle C_{n,q,k}={\binom {n-k}{q-k}}={\frac {(n-k)!}{(q-k)!\ (n-q)!}}}
Nel quadrato 2D
- ogni vertice è condiviso da: {\displaystyle C_{2,1,0}={\frac {(2-0)!}{(1-0)!\ (2-1)!}}=2\ spigoli}
Nel cubo 3D
- ogni vertice è condiviso da: {\displaystyle C_{3,1,0}={\frac {(3-0)!}{(1-0)!\ (3-1)!}}=3\ spigoli}

- ogni vertice è condiviso da: {\displaystyle C_{3,2,0}={\frac {(3-0)!}{(2-0)!\ (3-2)!}}=3\ facce}

- ogni spigolo è condiviso da: {\displaystyle C_{3,2,1}={\frac {(3-1)!}{(2-1)!\ (3-2)!}}=2\ facce}
Nel tesseratto 4D
- ogni vertice è condiviso da: {\displaystyle C_{4,1,0}={\frac {(4-0)!}{(1-0)!\ (4-1)!}}=4\ spigoli}

- ogni vertice è condiviso da: {\displaystyle C_{4,2,0}={\frac {(4-0)!}{(2-0)!\ (4-2)!}}=6\ facce}

- ogni vertice è condiviso da: {\displaystyle C_{4,3,0}={\frac {(4-0)!}{(3-0)!\ (4-3)!}}=4\ cubi}

- ogni spigolo è condiviso da: {\displaystyle C_{4,2,1}={\frac {(4-1)!}{(2-1)!\ (4-2)!}}=3\ facce}

- ogni spigolo è condiviso da: {\displaystyle C_{4,3,1}={\frac {(4-1)!}{(3-1)!\ (4-3)!}}=3\ cubi}

- ogni faccia è condivisa da: {\displaystyle C_{4,3,2}={\frac {(4-2)!}{(3-2)!\ (4-3)!}}=2\ cubi}

### Diagonali dell'ipercubo
Il numero di diagonali maggiori in un ipercubo è pari a {\displaystyle 2^{n}/2}.
Detta {\displaystyle l} la lunghezza dello spigolo di un ipercubo nD, la sua diagonale maggiore avrà lunghezza d pari a:
{\displaystyle d=l{\sqrt {n}}}
Si avrà dunque:
- Segmento (ipercubo 1D): 1 diagonale di lunghezza  {\displaystyle d=l{\sqrt {1}}=l}
- Quadrato (ipercubo 2D): 2 diagonali di lunghezza {\displaystyle d=l{\sqrt {2}}}
- Cubo (ipercubo 3D): 4 diagonali di lunghezza {\displaystyle d=l{\sqrt {3}}}
- Tesseratto (ipercubo 4D): 8 diagonali di lunghezza {\displaystyle d=l{\sqrt {4}}=2l}

### Numero di vertici nelle sezioni ortoassiali
Ognuna delle sezioni ortoassiali di indice i intero intercetterà un certo numero dei 2n vertici di un ipercubo nD. Si avrà:
In un ipercubo nD la sezione ortoassiale di indice i (con i intero positivo) relativa ad un elemento sD intercetta un numero di vertici {\displaystyle v_{n,s,i}} pari a:
{\displaystyle v_{n,s,i}=2^{s}\,\prod _{j=0}^{i-1}\,{\frac {n-s-j}{j+1}}\qquad con\qquad 0\leq s<n\qquad 0\leq i\leq n-s}
Ricordando che in una produttoria  un prodotto vuoto {\displaystyle \prod _{j=0}^{-1}f(j)} è uguale a 1, per tutte le sezioni ortoassiali di indice i=0 si avrà:
{\displaystyle v_{n,s,0}=2^{s}\,\prod _{j=0}^{-1}\,{\frac {n-s-j}{j+1}}=2^{s}}
Se per ogni indice i il numero di vertici intersecati dagli n-s+1 spazi (n-1)D risulta pari a {\displaystyle v_{n,s,i}=2^{s}\,\prod _{j=0}^{i-1}\,{\frac {n-s-j}{j+1}}}, allora sommando i valori ottenuti per tutte le sezioni ortoassiali, cioè facendo variare l'indice i da i=0 a i=n-s, si dovrà ottenere il numero totale dei 2n vertici dell'ipercubo. Quindi si avrà:
{\displaystyle \sum _{i=0}^{n-s}\,2^{s}\,\prod _{j=0}^{i-1}\,{\frac {n-s-j}{j+1}}\,=\,2^{n}}

## Sezioni ortoassiali relative ad un vertice
Nel caso in cui la sezione ortoassiale sia relativa ad un vertice, essendo quest'ultimo di dimensione 0D, risulterà s=0 e quindi il numero di spazi (n-1)D perpendicolari all'asse dato risulterà uguale a n+1. Inoltre l'asse di simmetria passante per il vertice dato corrisponderà ad una diagonale dell'ipercubo per cui le sezioni ortoassiali relative ad un vertice possono essere chiamate sezioni ortoassiali diagonali.

La definizione generale si modificherà come segue:
Dato un ipercubo nD in uno spazio di dimensione  n, si definisce sezione ortoassiale di ordine  i  relativa ad un vertice dato (o sezione ortoassiale diagonale di ordine i), l'intersezione dell'ipercubo con l' i-esimo degli n+1 spazi (n-1)D  passanti per i suoi vertici ed ortogonali all'asse di simmetria condotto per il vertice dato (corrispondente a una diagonale dell'ipercubo).
L'indice  i  assumerà valore 0 per lo spazio (n-1)D  passante per il vertice dato e valore  n  per quello passante per il vertice diagonalmente opposto.
All'indice  i  si possono attribuire anche valori non interi, in questo caso lo spazio (n-1)D corrispondente non intersecherà l'ipercubo sui suoi vertici ma sui suoi spigoli, in un punto di essi definito dalla parte decimale dell'indice  i , ad esempio una parte decimale pari a 0,5 indicherà che l'intersezione avverrà nel punto medio degli spigoli individuati da  i.
Per gli indici  i = 0  e  i = n, la sezione ortoassiale degenererà sempre in un punto, rispettivamente il vertice dato ed il vertice all'altro estremo della diagonale dell'ipercubo ortogonale alla serie di n+1 spazi (n-1)D.

### Sezioni ortoassiali diagonali mediane
Per l'indice i = n/2 , la sezione ortoassiale corrisponderà alla sezione mediana, individuata cioè dallo spazio (n-1)D  passante per il centro dell'ipercubo e perpendicolare alla diagonale data. In tale situazione l'indice  i = n/2  sarà intero per gli ipercubi di dimensione n pari (ad esempio il quadrato 2D oppure il tesseratto 4D) e dunque la sezione ortoassiale mediana taglierà in due parti uguali l'ipercubo intersecandolo sui suoi vertici. Invece per gli ipercubi di dimensione n dispari (ad esempio il segmento 1D oppure il cubo 3D) l'indice  i = n/2  avrà una parte decimale pari a 0,5 e quindi la sezione ortoassiale mediana taglierà in due parti uguali l'ipercubo intersecandolo nei punti medi dei suoi spigoli.

### Passo degli iperpiani di intersezione
Come si è già detto per un ipercubo nD le sezioni ortoassiali relative a un vertice sono individuate da un fascio di n+1 spazi (n-1)D perpendicolari ad una diagonale. Per il teorema delle intersezioni dimensionali, in uno spazio di dimensione n, l'intersezione tra uno spazio (n-1)D ed una retta 1D (la diagonale dell'ipercubo) è sempre un punto. Il fascio di (n+1) spazi (n-1)D(iperpiani) suddividerà dunque la diagonale in n parti uguali, pari al passo p del fascio di spazi.

Si è visto sopra che la diagonale di un ipercubo nD misura:

{\displaystyle d=l{\sqrt {n}}}

Si avrà dunque:
{\displaystyle p=d/n=l{\sqrt {n}}/n}

### Numero di vertici nelle sezioni ortoassiali diagonali
La formula che prevede, in un ipercubo nD, il numero di vertici intercettato da ciascuna sezione di indice i relativa ad un elemento sD, {\displaystyle v_{n,s,i}=2^{s}\,\prod _{j=0}^{i-1}\,{\frac {n-s-j}{j+1}}}, nel caso delle sezioni ortoassiali diagonali, essendo s = 0, diventa:
{\displaystyle v_{n,0,i}=\,\prod _{j=0}^{i-1}\,{\frac {n-j}{j+1}}\qquad con\qquad 0\leq i\leq n}
Anche in questo caso bisogna ricordare che un prodotto vuoto {\displaystyle \prod _{j=0}^{-1}f(j)} è uguale a 1, per cui per la sezione ortoassiale di indice i=0 si avrà:
{\displaystyle v_{n,0,0}=\,\prod _{j=0}^{-1}\,{\frac {n-j}{j+1}}=1}
Se per ogni indice i il numero di vertici intersecati dagli n+1 spazi (n-1)D risulta pari a {\displaystyle v_{n,0,i}=\prod _{j=0}^{i-1}\,{\frac {n-j}{j+1}}}, allora sommando i valori ottenuti per tutte le sezioni ortoassiali, cioè facendo variare l'indice i da i=0 a i=n, si dovrà ottenere il numero totale dei 2n vertici dell'ipercubo. Quindi si avrà:
{\displaystyle \sum _{i=0}^{n}\,\prod _{j=0}^{i-1}\,{\frac {n-j}{j+1}}\,=\,2^{n}}

### Sezioni ortoassiali diagonali di indice 1
Per le sezioni ortoassiali diagonali di indice i=1 e di indice i=n-1 risulterà sempre:
{\displaystyle v_{n,0,1}=\prod _{j=0}^{0}\,{\frac {n-j}{j+1}}=n\qquad \qquad v_{n,0,n-1}=\prod _{j=0}^{n-2}\,{\frac {n-j}{j+1}}=n}

Ne deriva che, dato un ipercubo di dimensione {\displaystyle n},  tutte le sue sezioni ortoassiali diagonali individuate da indice i = 1 e le sezioni simmetriche di indice i = n-1 sono simplessi regolari di dimensione  n-1, inviluppo convesso degli n punti individuati dalla sezione.
Ad esempio:

- per il quadrato: {\displaystyle v_{2,0,1}=\prod _{j=0}^{0}\,{\frac {2-j}{j+1}}=2\ :} le sezioni ortoassiali diagonali di indice i=1 e i=n-1 coincidono in un segmento (simplesso 1D)

- per il cubo: {\displaystyle v_{3,0,1}=\prod _{j=0}^{0}\,{\frac {n-j}{j+1}}=3\qquad v_{n,0,2}=\prod _{j=0}^{1}\,{\frac {3-j}{j+1}}=3\ :} le sezioni i=1 e i=n-1 sono due triangoli equilateri (simplessi 2D)

- per il tesseratto: {\displaystyle v_{4,0,1}=\prod _{j=0}^{0}\,{\frac {4-j}{j+1}}=4\qquad v_{4,0,3}=\prod _{j=0}^{2}\,{\frac {4-j}{j+1}}=4\ :} le sezioni i=1 e i=n-1 sono due tetraedri regolari (simplessi 3D).

## Sezioni ortoassiali diagonali del cubo 3D

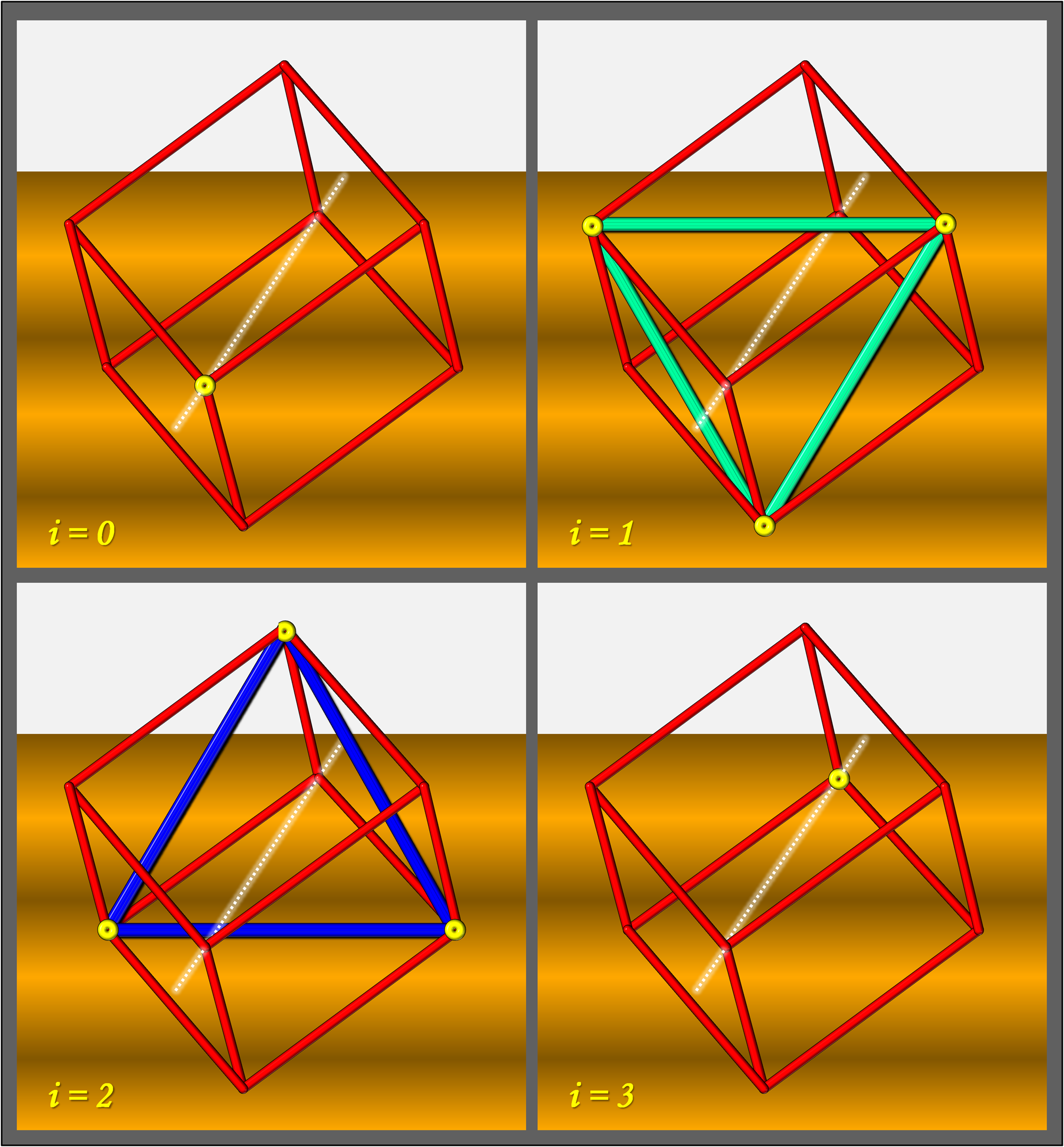
Sezioni ortoassiali diagonali del cubo 3D.

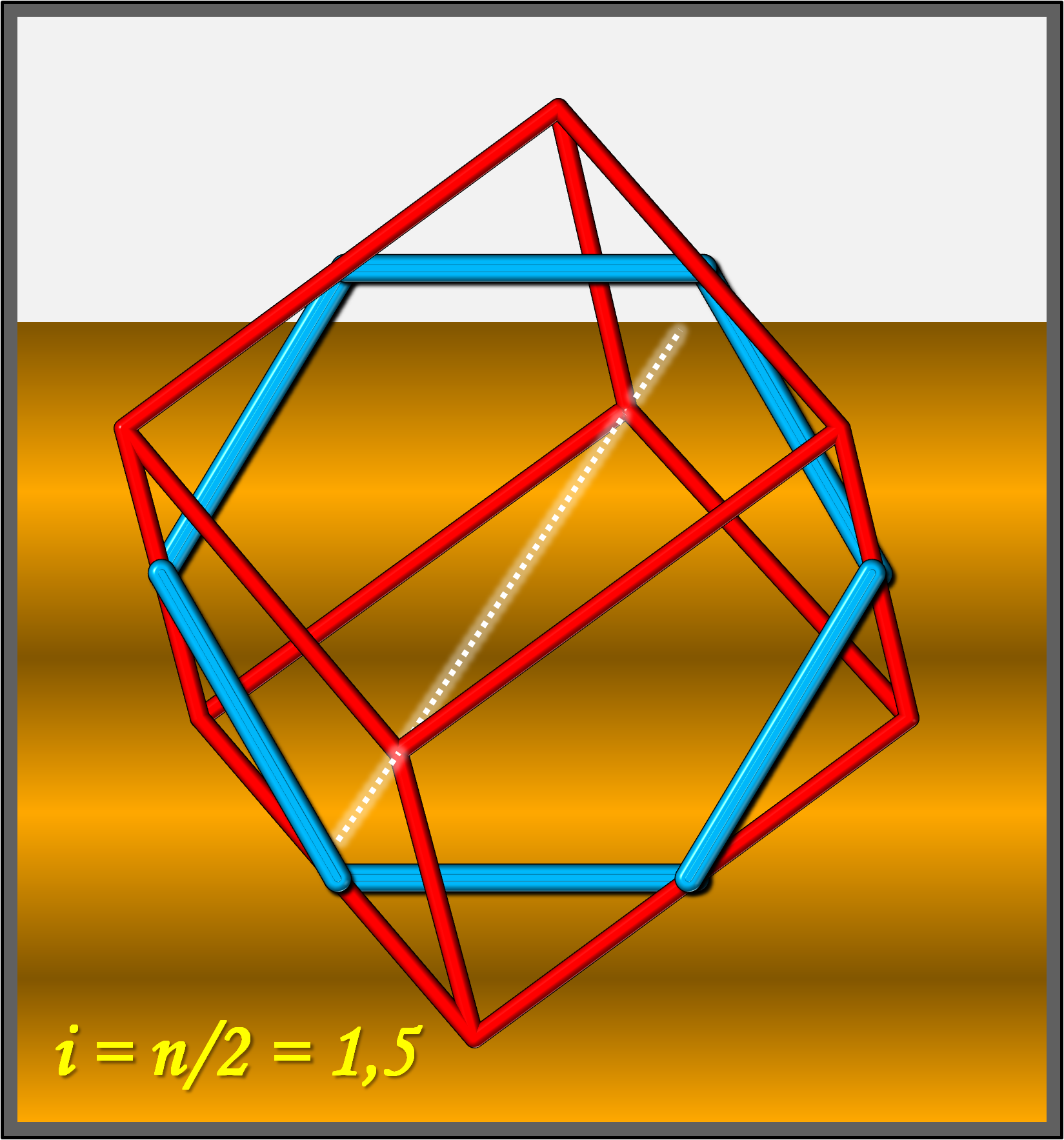
Sezione ortoassiale diagonale mediana del cubo 3D.

Dalle pertinenze quantitative sopraindicate ricaviamo per il cubo 3D:
{\displaystyle n=3}
lunghezza dello spigolo: {\displaystyle l}
numero di vertici: {\displaystyle E_{0,3}=2^{3-0}{\frac {3!}{0!(3-0)!}}=8\ vertici}
diagonale del cubo: {\displaystyle d=l{\sqrt {3}}}
numero di piani ortogonali alla diagonale: {\displaystyle n+1=4}
passo:{\displaystyle p=d/n=l{\sqrt {3}}/3}
Gli 8 vertici si distribuiscono sui 4 piani perpendicolari alla diagonale e che si susseguono con passo {\displaystyle p=d/n=l{\sqrt {3}}/3}.
Il numero di vertici intercettati dai 4 piani sarà:
{\displaystyle v_{3,0,0}=\,\prod _{j=0}^{i-1}\,{\frac {n-j}{j+1}}=\,\prod _{j=0}^{0-1}\,{\frac {3-j}{j+1}}=1}
{\displaystyle v_{3,0,1}=\,\prod _{j=0}^{i-1}\,{\frac {n-j}{j+1}}=\,\prod _{j=0}^{1-1}\,{\frac {3-j}{j+1}}=3}
{\displaystyle v_{3,0,2}=\,\prod _{j=0}^{i-1}\,{\frac {n-j}{j+1}}=\,\prod _{j=0}^{2-1}\,{\frac {3-j}{j+1}}=3}
{\displaystyle v_{3,0,3}=\,\prod _{j=0}^{i-1}\,{\frac {n-j}{j+1}}=\,\prod _{j=0}^{3-1}\,{\frac {3-j}{j+1}}=1}
Risulta ovviamente verificato che  {\displaystyle \sum _{i=0}^{n}\,\prod _{j=0}^{i-1}\,{\frac {n-j}{j+1}}\,=\,2^{n}}

infatti:
{\displaystyle \sum _{i=0}^{n}\,\prod _{j=0}^{i-1}\,{\frac {n-j}{j+1}}\,=\,v_{3,0,0}+v_{3,0,1}+v_{3,0,2}+v_{3,0,3}=\,1+3+3+1=8=2^{3}}
Sul piano di indice {\displaystyle i=0} e su quello di indice {\displaystyle i=3} si trova un solo vertice,
Sul piano di indice {\displaystyle i=1} e su quello di indice {\displaystyle i=2} si trovano tre vertici.
Le sezioni ortoassiali diagonali individuate dai 4 piani saranno:
Indice {\displaystyle i=0} : Punto.
Indice {\displaystyle i=1} : Triangolo equilatero di lato uguale a {\displaystyle l{\sqrt {2}}}.
Indice {\displaystyle i=2} : Triangolo equilatero di lato uguale a {\displaystyle l{\sqrt {2}}}.
Indice {\displaystyle i=3} : Punto.

### Sezione ortoassiale mediana del cubo
Si è visto che in un ipercubo nD la sezione ortoassiale mediana relativa ad un vertice è individuata dall'indice:
{\displaystyle i=n/2}
Nel cubo 3D la sezione ortoassiale diagonale mediana (corrispondente cioè a  {\displaystyle i=n/2=1,5}) è costituita da un esagono regolare di lato uguale a {\displaystyle l{\sqrt {2}}}.
Ovviamente il piano contenente la sezione ortoassiale diagonale mediana, essendo ad indice i=1,5 non intero, non conterrà nessuno dei vertici del cubo ed essendo la parte decimale dell'indice pari a 0,5 intersecherà il cubo nei punti medi dei suoi spigoli.

## Sezioni ortoassiali diagonali del tesseratto 4D

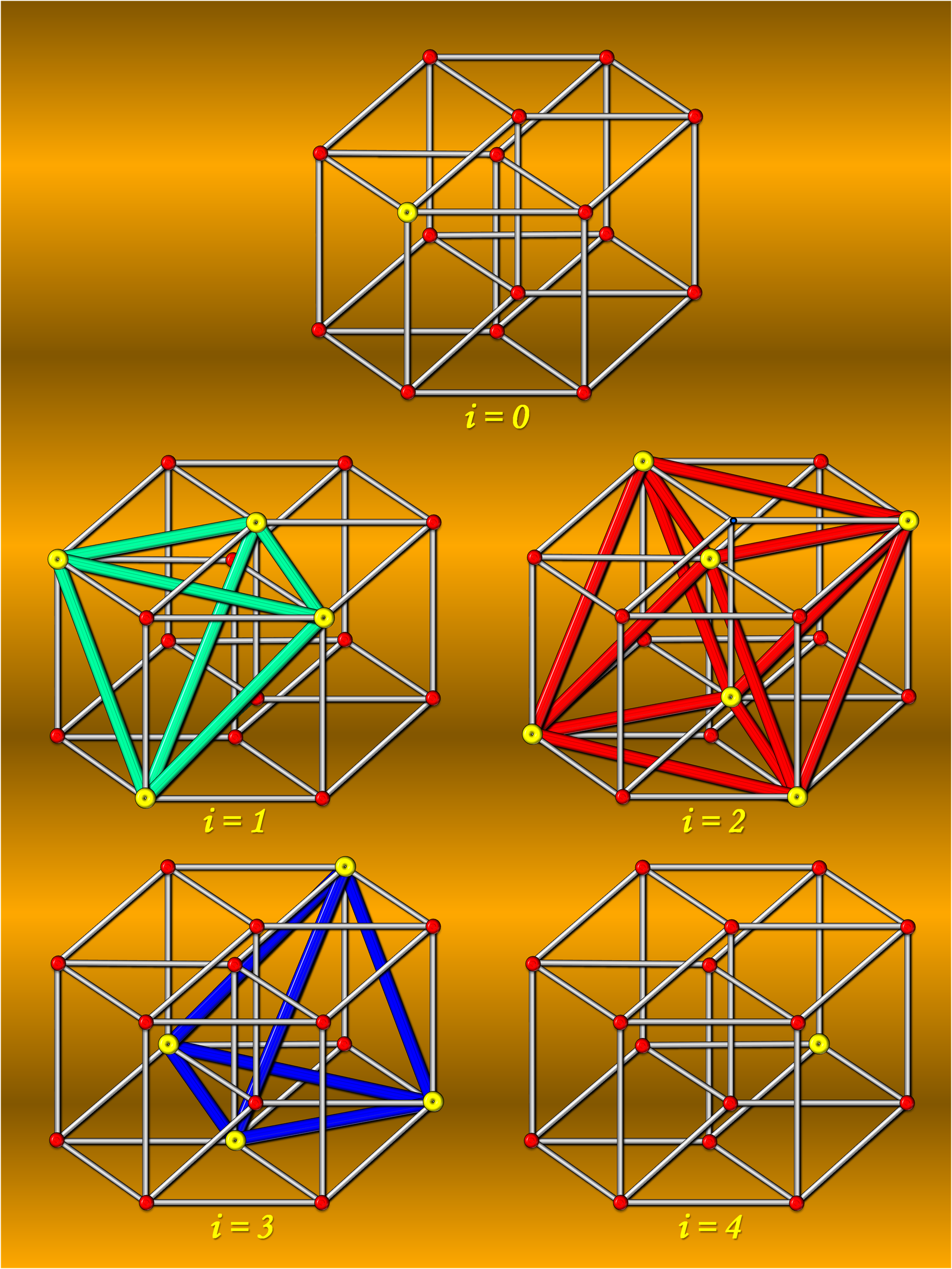
Sezioni ortoassiali diagonali del tesseratto 4D.

Dalle pertinenze quantitative dell'ipercubo ricaviamo per il Tesseratto 4D:
{\displaystyle n=4}
lunghezza dello spigolo: {\displaystyle l}
numero di vertici: {\displaystyle E_{0,4}=2^{4-0}{\frac {4!}{0!(4-0)!}}=16\ vertici}
diagonale del Tesseratto: {\displaystyle d=l{\sqrt {4}}=2l}
numero di piani ortogonali alla diagonale: {\displaystyle n+1=5}
passo:{\displaystyle p=d/n=l{\sqrt {4}}/4=l/2}
I 16 vertici si distribuiscono sui 5 spazi 3D perpendicolari alla diagonale che si susseguono con passo {\displaystyle p=d/n=l/2}.

Bisogna capire bene, anche se per niente intuitivo, che, secondo il Teorema delle intersezioni dimensionali, in uno spazio di dimensione 4, una retta (la diagonale del Tesseratto 4D) interseca uno spazio 3D in un punto. I cinque spazi 3D perpendicolari alla diagonale del Tesseratto la intersecheranno in cinque punti che si susseguono con passo {\displaystyle l/2}.
Il numero di vertici intercettati dai 5 piani sarà:
{\displaystyle v_{4,0,0}=\,\prod _{j=0}^{i-1}\,{\frac {n-j}{j+1}}=\,\prod _{j=0}^{0-1}\,{\frac {4-j}{j+1}}=1}
{\displaystyle v_{4,0,1}=\,\prod _{j=0}^{i-1}\,{\frac {n-j}{j+1}}=\,\prod _{j=0}^{1-1}\,{\frac {4-j}{j+1}}=4}
{\displaystyle v_{4,0,2}=\,\prod _{j=0}^{i-1}\,{\frac {n-j}{j+1}}=\,\prod _{j=0}^{2-1}\,{\frac {4-j}{j+1}}=6}
{\displaystyle v_{4,0,3}=\,\prod _{j=0}^{i-1}\,{\frac {n-j}{j+1}}=\,\prod _{j=0}^{3-1}\,{\frac {4-j}{j+1}}=4}
{\displaystyle v_{4,0,4}=\,\prod _{j=0}^{i-1}\,{\frac {n-j}{j+1}}=\,\prod _{j=0}^{4-1}\,{\frac {4-j}{j+1}}=1}
Risulta ovviamente verificato che  {\displaystyle \sum _{i=0}^{n}\,\prod _{j=0}^{i-1}\,{\frac {n-j}{j+1}}\,=\,2^{n}}

infatti:
{\displaystyle \sum _{i=0}^{n}\,\prod _{j=0}^{i-1}\,{\frac {n-j}{j+1}}\,=\,v_{4,0,0}+v_{4,0,1}+v_{4,0,2}+v_{4,0,3}+v_{4,0,4}=\,1+4+6+4+1=16=2^{4}}
Sullo spazio 3D di indice {\displaystyle i=0} e simmetricamente su quello di indice {\displaystyle i=3} si trova un solo vertice.
Sullo spazio 3D di indice {\displaystyle i=1} e simmetricamente su quello di indice {\displaystyle i=3} si trovano 4 vertici.
Sullo spazio 3D di indice {\displaystyle i=2}, che avendo indice pari ad n/2 corrisponde allo spazio 3D mediano, si trovano 6 vertici.
Le sezioni ortoassiali diagonali individuate dai 5 spazi 3D saranno:
Indice {\displaystyle i=0} : Punto.
Indice {\displaystyle i=1} : Tetraedro regolare di spigolo uguale a {\displaystyle l{\sqrt {2}}}.
Indice {\displaystyle i=2} : Ottaedro regolare di spigolo uguale a {\displaystyle l{\sqrt {2}}}.
Indice {\displaystyle i=3} : Tetraedro regolare di spigolo uguale a {\displaystyle l{\sqrt {2}}}.
Indice {\displaystyle i=4} : Punto.

## Proiezioni ortoassiali diagonali dell'ipercubo
Se si proietta un ipercubo nD secondo la direzione di una sua diagonale su uno spazio di dimensione (n-1)D perpendicolare alla diagonale stessa, si ottiene la proiezione ortoassiale diagonale dell'ipercubo.

Proiettando le n+1 sezioni ortoassiali diagonali di un ipercubo nD su uno stesso spazio (n-1)D parallelo al fascio di spazi che le aveva generate si può dimostrare che l'inviluppo esterno di tali proiezioni è un politopo (n-1)D e rappresenta l'ombra ortoassiale dell'ipercubo considerato.

### Proiezione ortoassiale diagonale del Cubo

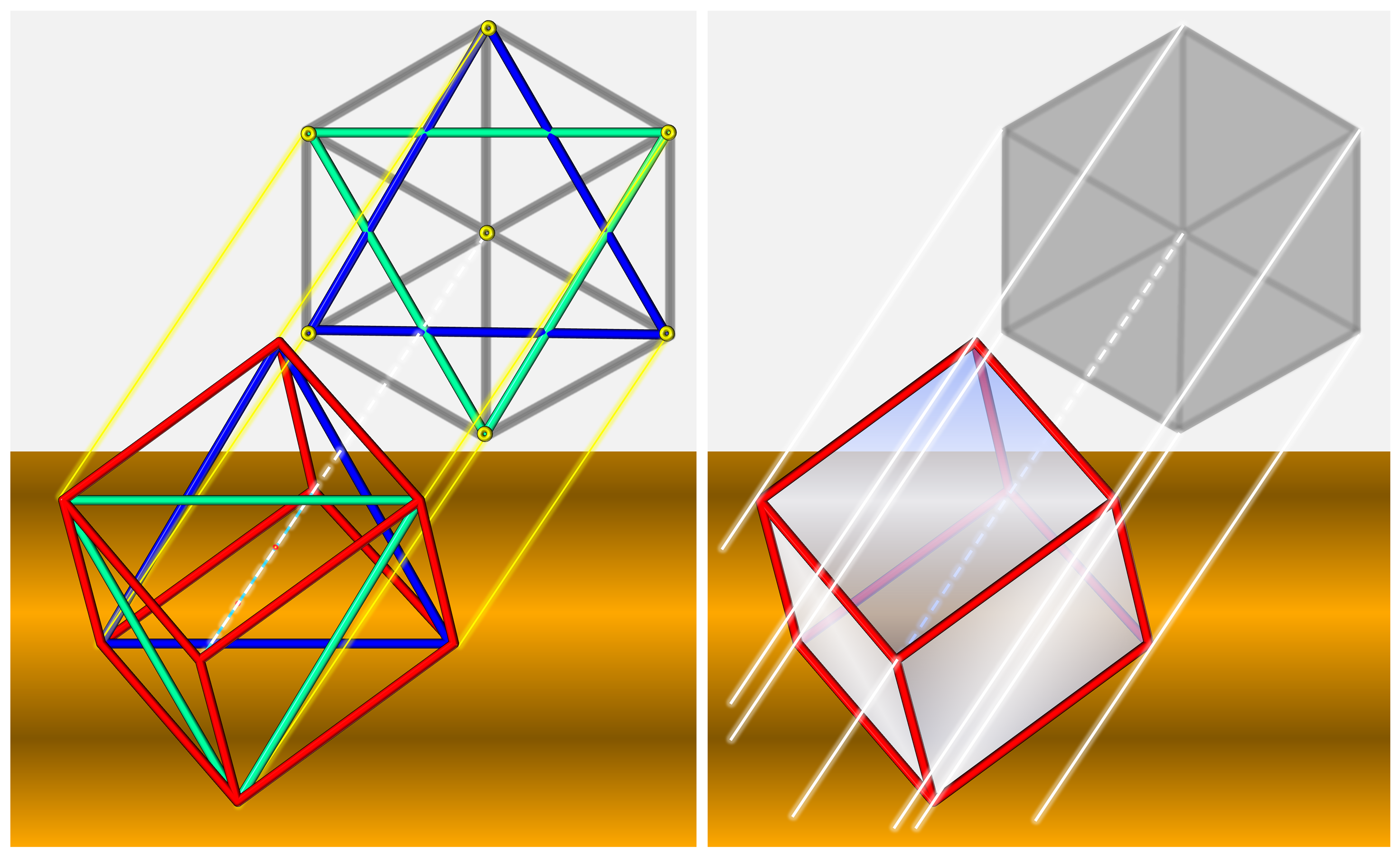
Proiezione ortoassiale diagonale del cubo 3D. L'inviluppo esterno delle sue sezioni ortoassiali diagonali(due triangoli equilateri) rappresenta un esagono regolare, ombra ortoassiale diagonale del cubo.

Si è sopra mostrato che le sezioni ortoassiali diagonali del cubo sono:
Indice {\displaystyle i=0} : Punto.
Indice {\displaystyle i=1} : Triangolo equilatero.
Indice {\displaystyle i=2} : Triangolo equilatero.
Indice {\displaystyle i=3} : Punto.
Se si proiettano le 4 sezioni ortoassiali suddette, parallelamente alla direzione della diagonale, su un piano ortogonale ad essa, si avrà:

I due punti con indice i=0 e i=3, appartenendo entrambi all'asse di proiezione, si sovrappongono in un unico punto, traccia dell'asse di proiezione.

I due triangoli equilateri, corrispondenti ai piani di sezione con indice i=1 e i=2, si proietteranno concentricamente come mostrato dalla figura.

L'inviluppo esterno di tali proiezioni, che, come mostrato in figura, è rappresentato da un esagono regolare, costituisce l'ombra ortoassiale del cubo 3D.

Ricercando in tale ombra le pertinenze quantitative del cubo 3D sopra riportante si nota:
Vertici: {\displaystyle E_{0,3}=2^{3-0}{\frac {3!}{0!(3-0)!}}=8\ vertici}

Di tali 8 vertici, 6 sono proiettati nei sei vertici del perimetro dell'esagono regolare ed i restanti due sono proiettati coincidenti nel centro dell'esagono, traccia della diagonale del cubo usata come asse di proiezione.
Spigoli: {\displaystyle E_{1,3}=2^{3-1}{\frac {3!}{1!(3-1)!}}=12\ spigoli}

Di tali 12 spigoli, 6 sono proiettati nei sei lati del perimetro dell'esagono regolare ed i 6 restanti sono proiettati nei sei raggi che dai sei vertici dell'esagono confluiscono al centro dell'esagono stesso.

### Proiezione ortoassiale diagonale del Tesseratto

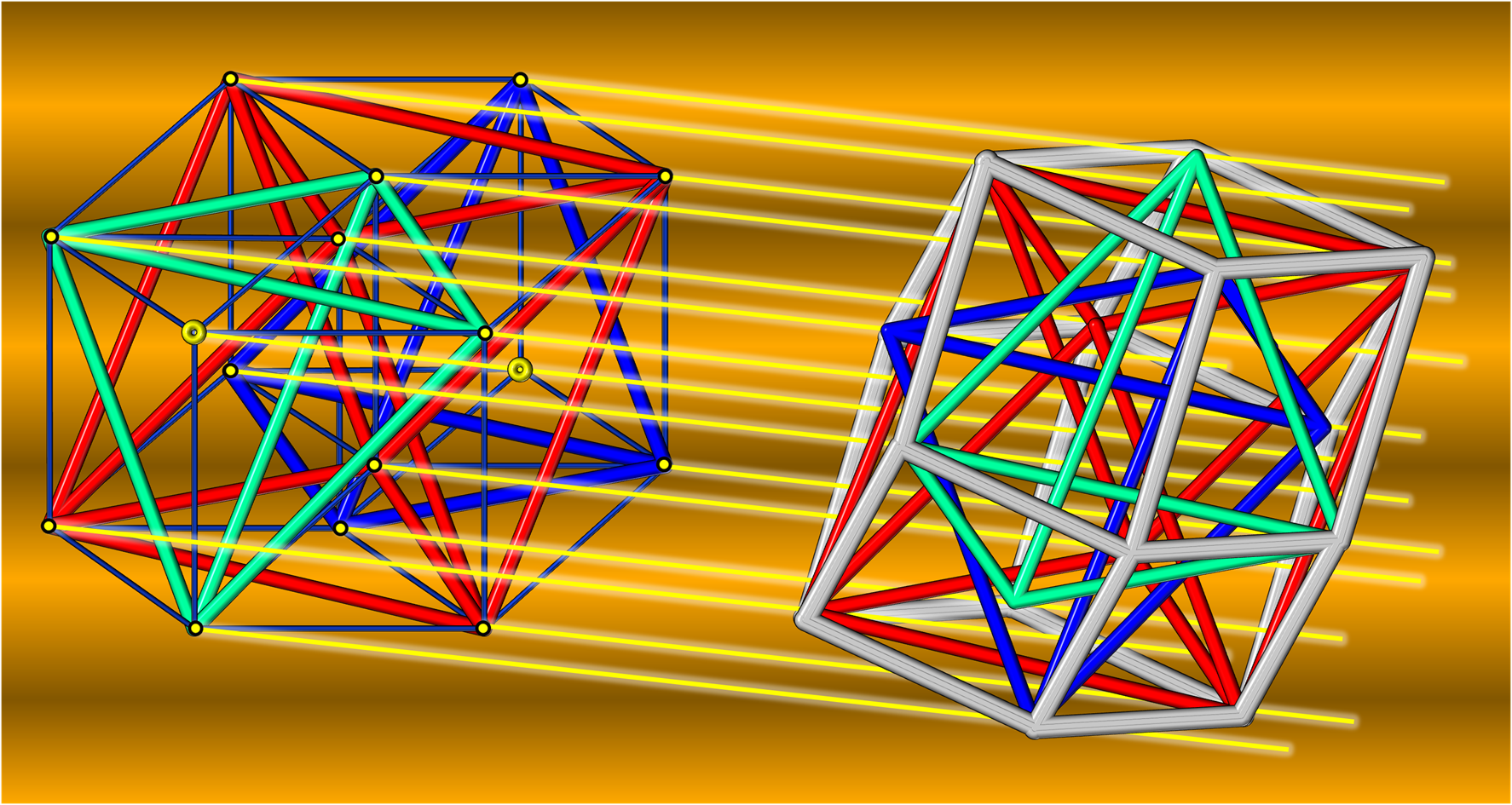
Proiezione ortoassiale diagonale del Tesseratto. Le sezioni ortoassiali del Tesseratto 4D (due Tetraedri regolari ed un Ottaedro regolare) si proiettano su uno spazio 3D ortogonale alla diagonale del Tesseratto 4D. L'inviluppo esterno di tali proiezioni rappresenta un Dodecaedro Rombico.

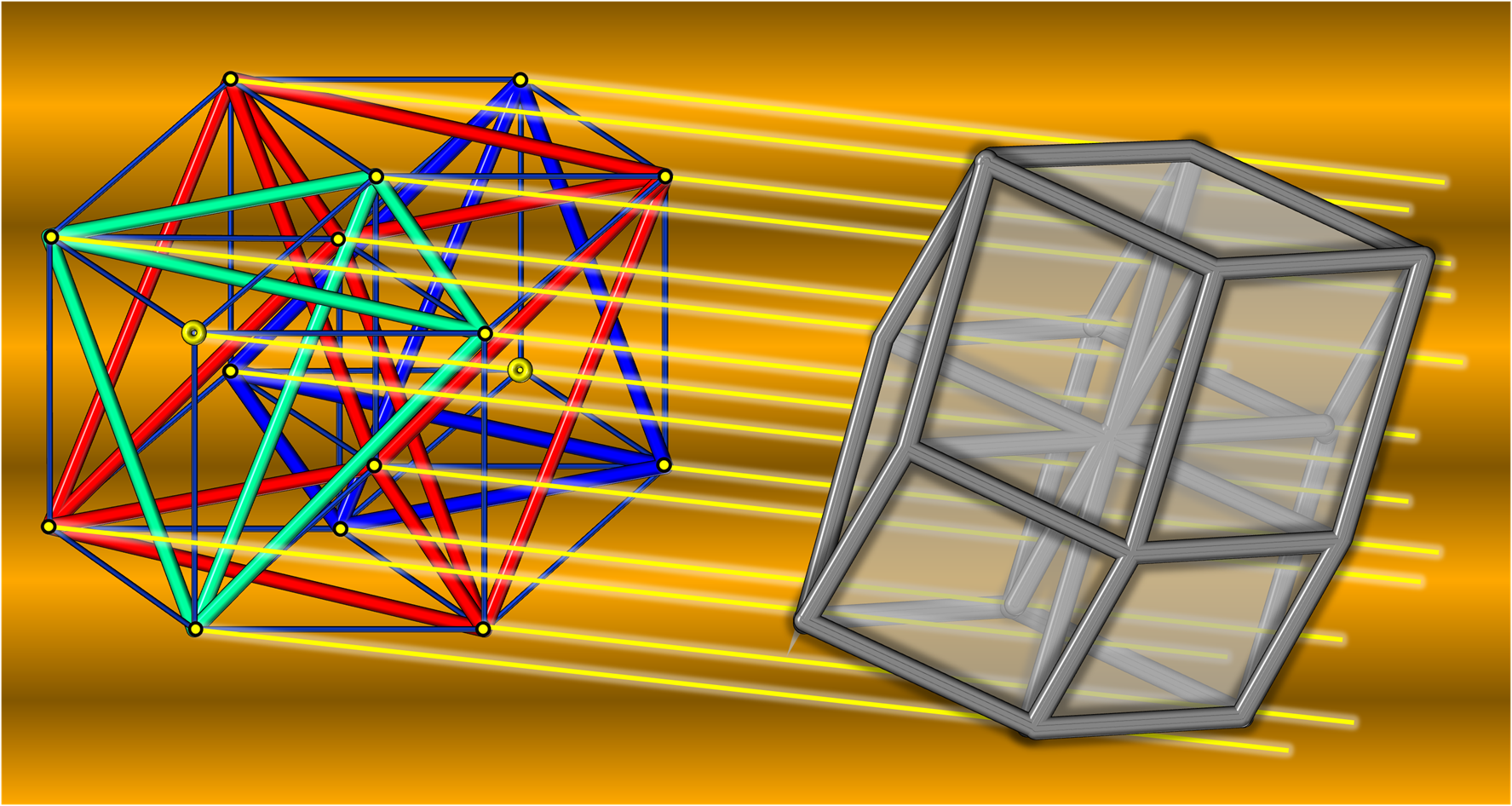
Dodecaedro Rombico, ombra ortoassiale del Tesseratto 4D, risultante dall'inviluppo esterno delle proiezioni delle sue sezioni ortoassiali.

Si è sopra mostrato che le sezioni ortoassiali diagonali del Tesseratto sono:
Indice {\displaystyle i=0} : Punto.
Indice {\displaystyle i=1} : Tetraedro regolare.
Indice {\displaystyle i=2} : Ottaedro regolare.
Indice {\displaystyle i=3} : Tetraedro regolare.
Indice {\displaystyle i=4} : Punto.
Se si proiettano le 5 sezioni ortoassiali suddette, parallelamente alla direzione della diagonale, su uno spazio 3D ortogonale ad essa, si avrà:
I due punti con indice i = 0 e i = 4, appartenendo entrambi all'asse di proiezione, si sovrappongono in un unico punto, traccia dell'asse di proiezione sullo spazio 3D di destinazione e centro della proiezione. Si ricorda che per il Teorema delle intersezioni dimensionali, in uno spazio di dimensione 4, l'intersezione di una retta 1D con uno spazio 3D dà luogo ad un punto.
I due Tetraedri regolari, corrispondenti agli spazi 3D di sezione individuati dagli indici i = 1 e i = 3, si proietteranno concentricamente come mostrato dalla figura.
Lo stesso dicasi per l'Ottaedro regolare corrispondente allo spazio 3D di sezione mediale con indice i = 2.
L'inviluppo esterno tridimensionale di tali proiezioni, che, come mostrato in figura, è rappresentato da un Dodecaedro Rombico, costituisce l'ombra 3D ortoassiale del Tesseratto 4D.
Ricercando in tale ombra le pertinenze quantitative del Tesseratto 4D sopra riportante si nota:
Vertici: {\displaystyle E_{0,4}=2^{4-0}{\frac {4!}{0!(4-0)!}}=16\ vertici}

Di tali 16 vertici, 14 sono proiettati nei 14 vertici del Dodecaedro Rolmbico ed i restanti due sono proiettati coincidenti nel centro del Dodecaedro Rombico stesso, traccia della diagonale del Tesseratto usata come asse di proiezione.
Spigoli: {\displaystyle E_{1,4}=2^{4-1}{\frac {4!}{1!(4-1)!}}=32\ spigoli}

Di tali 32 spigoli, 24 sono proiettati nei 24 spigoli della superficie del Dodecaedro Rombico e gli 8 restanti sono proiettati negli 8 raggi che dagli otto vertici con valenza 3 del Dodecaedro rombico confluiscono al centro del Dodecaedro Rombico stesso.

### Solidi platonici duali nel Dodecaedro Rombico

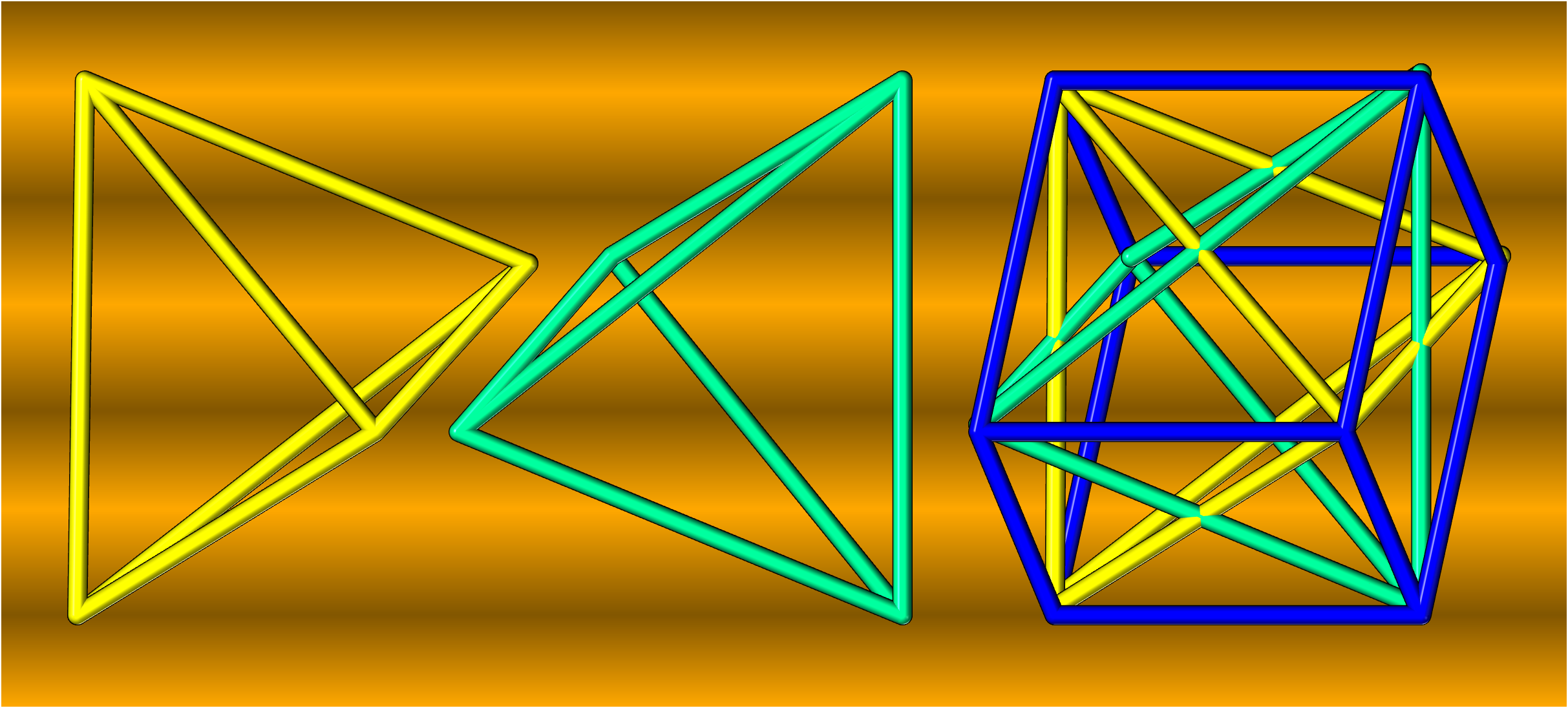
I vertici dei due Tetraedri nella proiezione ortoassiale individuano i vertici di un Cubo.

La proiezione delle sezioni ortoassiali diagonali del Tesseratto 4D spiega le dualità che compongono il Dodecaedro Rombico.

Il Dodecaedro Rombico è un Solido di Catalan.
I suoi 14 vertici possono essere individuati dalla composizione degli 8 vertici di un Cubo, solido platonico, e dei 6 vertici del suo solido platonico duale, l'Ottaedro.
In effetti in un Dodecaedro Rombico le diagonali minori delle sue facce rombiche rappresentano gli spigoli di un cubo e le diagonali maggiori delle sue facce rombiche rappresentano gli spigoli di un Ottaedro regolare.
A sua volta gli otto vertici del Cubo possono essere considerati come la composizione dei 4 vertici di un Tetraedro, anch'esso solido platonico, con i 4 vertici di un secondo Tetraedro, autoduale platonico del primo.
Si ritrovano quindi i tre solidi platonici, due Tetraedri e un Ottaedro, corrispondenti alle sezioni ipercubiche di indice i=1, i=2 e i=3 sopradescritte.

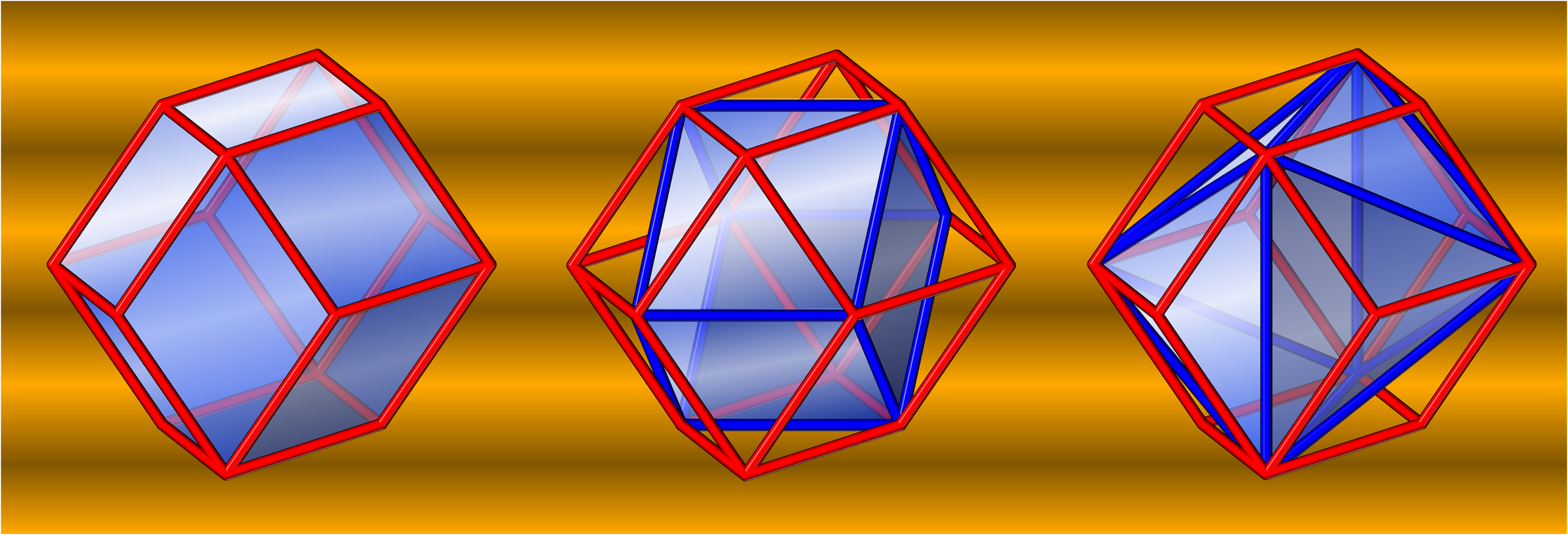
Le diagonali minori delle facce rombiche del Dodecaedro Rombico individuano un Cubo. Le diagonali maggiori delle facce rombiche del Dodecaedro Rombico individuano un Ottaedro regolare.

## Ipercubi oltre la quarta dimensione
Si è visto che all'ipercubo 4D si attribuisce il nome di tesseratto (dal greco τέσσερις ακτίνες, cioè "quattro raggi"). Analogamente agli ipercubi dalla quinta alla nona dimensione si possono attribuire i nomi:
- Penteratto (dal greco πέντε ακτίνες cioè "cinque raggi") per l'ipercubo 5D

- Esseratto (dal greco ἐξ ακτίνες cioè "sei raggi") per l'ipercubo 6D

- Etteratto (dal greco ἐπτά ακτίνες cioè "sette raggi") per l'ipercubo 7D

- Otteratto (dal greco ὁκτώ ακτίνες cioè "otto raggi") per l'ipercubo 8D

- Enneratto (dal greco ἑννέα ακτίνες cioè "nove raggi") per l'ipercubo 9D

### Numero di elementi
Si è visto come il numero di elementi di dimensione k contenuti in un ipercubo di dimensione n sia pari a:
{\displaystyle E_{k,n}=2^{n-k}{\binom {n}{k}}=2^{n-k}{\frac {n!}{k!(n-k)!}}}
La seguente tabella riassume il numero di elementi (vertici 0D, spigoli 1D, facce quadrate 2D, cubi 3D, tesseratti 4D, ecc.) contenuti in ognuno degli ipercubi fino alla nona dimensione.
|               | Numero di elementi |      |      |      |      |      |     |     |    |   |
| 0D            | 1D                 | 2D   | 3D   | 4D   | 5D   | 6D   | 7D  | 8D  | 9D |   |
| Punto 0D      | 1                  |      |      |      |      |      |     |     |    |   |
| Segmento 1D   | 2                  | 1    |      |      |      |      |     |     |    |   |
| Quadrato 2D   | 4                  | 4    | 1    |      |      |      |     |     |    |   |
| Cubo 3D       | 8                  | 12   | 6    | 1    |      |      |     |     |    |   |
| Tesseratto 4D | 16                 | 32   | 24   | 8    | 1    |      |     |     |    |   |
| Penteratto 5D | 32                 | 80   | 80   | 40   | 10   | 1    |     |     |    |   |
| Esseratto 6D  | 64                 | 192  | 240  | 160  | 60   | 12   | 1   |     |    |   |
| Etteratto 7D  | 128                | 448  | 672  | 560  | 280  | 84   | 14  | 1   |    |   |
| Otteratto 8D  | 256                | 1024 | 1792 | 1792 | 1120 | 448  | 112 | 16  | 1  |   |
| Enneratto 9D  | 512                | 2304 | 4608 | 5376 | 4032 | 2016 | 672 | 144 | 18 | 1 |

### Diagonali
Si è visto che il numero di diagonali maggiori in un ipercubo è pari a {\displaystyle 2^{n}/2} e che, detta {\displaystyle l} la lunghezza dello spigolo di un ipercubo nD, la sua diagonale maggiore avrà lunghezza d pari a {\displaystyle d=l{\sqrt {n}}}
Nella seguente tabella vengono riportati ii numero e la lunghezza delle diagonali maggiori degli ipercubi di spigolo {\displaystyle l}  fino alla nona dimensione.
|               | numero di diagonali | lunghezza delle diagonali     |
| Segmento 1D   | {\displaystyle 1}   | {\displaystyle l}             |
| Quadrato 2D   | {\displaystyle 2}   | {\displaystyle l{\sqrt {2}}}  |
| Cubo 3D       | {\displaystyle 4}   | {\displaystyle l{\sqrt {3}}}  |
| Tesseratto 4D | {\displaystyle 8}   | {\displaystyle 2l}            |
| Penteratto 5D | {\displaystyle 16}  | {\displaystyle l{\sqrt {5}}}  |
| Esseratto 6D  | {\displaystyle 32}  | {\displaystyle l{\sqrt {6}}}  |
| Etteratto 7D  | {\displaystyle 64}  | {\displaystyle l{\sqrt {7}}}  |
| Otteratto 8D  | {\displaystyle 128} | {\displaystyle 2l{\sqrt {2}}} |
| Enneratto 9D  | {\displaystyle 256} | {\displaystyle 3l}            |
| ------------- | ------------------- | ----------------------------- |

### Numero di vertici nelle sezioni ortoassiali diagonali
In un ipercubo nD il numero di vertici intercettato da ciascuna delle n+1 sezioni ortoassiali diagonali di indice i è pari a:
{\displaystyle v_{n,0,i}=\,\prod _{j=0}^{i-1}\,{\frac {n-j}{j+1}}\qquad con\qquad 0\leq i\leq n}
La seguente tabella riassume il numero di vertici intercettati da ciascuna delle n+1 sezioni ortoassiali diagonali in ognuno degli ipercubi fino alla nona dimensione.
|               | Numero di vertici nelle sezioni ortoassiali diagonali |       |       |       |       |       |       |       |       |   |
| i = 0         | i = 1                                                 | i = 2 | i = 3 | i = 4 | i = 5 | i = 6 | i = 7 | i = 8 | i = 9 |   |
| Segmento 1D   | 1                                                     | 1     |       |       |       |       |       |       |       |   |
| Quadrato 2D   | 1                                                     | 2     | 1     |       |       |       |       |       |       |   |
| Cubo 3D       | 1                                                     | 3     | 3     | 1     |       |       |       |       |       |   |
| Tesseratto 4D | 1                                                     | 4     | 6     | 4     | 1     |       |       |       |       |   |
| Penteratto 5D | 1                                                     | 5     | 10    | 10    | 5     | 1     |       |       |       |   |
| Esseratto 6D  | 1                                                     | 6     | 15    | 20    | 15    | 6     | 1     |       |       |   |
| Etteratto 7D  | 1                                                     | 7     | 21    | 35    | 35    | 21    | 7     | 1     |       |   |
| Otteratto 8D  | 1                                                     | 8     | 28    | 56    | 70    | 56    | 28    | 8     | 1     |   |
| Enneratto 9D  | 1                                                     | 9     | 36    | 84    | 126   | 126   | 84    | 36    | 9     | 1 |